# Loulou de La Falaise
Pour les articles homonymes, voir Loulou et Falaise (homonymie).
Louise Le Bailly de La Falaise, dite Loulou de La Falaise, née le 4 mai 1947 à Londres et morte le 5 novembre 2011 à Gisors,,, est un mannequin franco-irlandais devenue créatrice de bijoux pour le couturier Yves Saint Laurent. Bien que d'origine irlandaise par sa mère, elle est considérée comme l'un des symboles de la Parisienne de son temps.

## Biographie

### Origine et formation
Louise Le Bailly de La Falaise, dite Loulou de la Falaise, naît à Londres, d’un père français, le comte Alain Le Bailly de La Falaise (1899-1977) issu d'une vieille famille de la noblesse française — frère de Henry de La Falaise conjoint de l'actrice Gloria Swanson et fils de Georges de La Falaise —, et d’une mère irlandaise, Maxime de la Falaise (1922-2009), dans une famille noble et artistique : sa mère, qui travaille un temps chez Chloé, est le mannequin favori d'Elsa Schiaparelli, et son grand-père maternel, sir Oswald Birley (1880-1952), le peintre préféré de Mary de Teck. L’oncle de Loulou de La Falaise, Mark Birley, est le propriétaire de la célèbre boîte de nuit Annabel’s à Berkeley Square, Londres.
Elle vit dans le Sussex et, à l'âge de sept ans, est admise dans un internat anglais, puis en Suisse, dans lesquels elle se coupe de la réalité et développe son imaginaire.[Selon qui ?] Elle est renvoyée de certains établissements pour mauvaise conduite. Son adolescence se passe à Londres, alors capitale de la culture pop.

### Carrière
Loulou commence sa carrière comme rédactrice de mode au magazine Harper’s & Queen. À la fin des années 1960, elle suit sa mère, qui vient de se remarier avec le conservateur du Metropolitan Museum of Art, John Mackendry, à New York.
À New York, Loulou s'adapte vite à son nouveau mode de vie ; parmi ses amis, elle compte le photographe Robert Mapplethorpe et l'artiste Andy Warhol. Ses premiers pas dans le monde de la mode laissent présager une belle carrière.
Comme sa mère modèle pour Cecil Beaton et soutenue par Diana Vreeland qui « ne jurait que par elle », Loulou pose pour Vogue et travaille avec les meilleurs photographes de mode : Richard Avedon, Helmut Newton dont elle a été un temps assistante, et bien d’autres tout en dessinant des imprimés pour Halston.
À 19 ans, Loulou épouse l’aristocrate irlandais Desmond FitzGerald (en), mais la vie dans un château gothique en Irlande ne correspond pas à son caractère. Le couple se sépare moins d’un an après son union et elle fréquente Donald Cammell, figure du Swinging London et proche des Stones.
De passage à Paris en 1968, Loulou fait la connaissance d'Yves Saint Laurent à un thé donné par son ami Fernando Sanchez, créateur de lingerie extravagante. Deux ans plus tard, le couturier lui demande de rejoindre son équipe et c'est en 1972 que Loulou entre à la maison Yves Saint Laurent.

À la marque Yves Saint Laurent, Loulou apporte sa fantaisie, ses couleurs, son attitude et son propre style, car c’est une véritable « originale », une « insolente » « désinvolte » « d'une créativité folle » dit Pierre Bergé. Comme sa mère Maxime disait toujours : 

« Loulou a cette capacité unique de créer un vêtement d’un rien… Elle pourrait habiller quelqu’un en partant de vieilleries et d’une simple épingle à nourrice. »

« Elle faisait le vêtement véritablement. Loulou était un piège chez qui tout était fondamentalement chic : l'esprit, l'attitude, le langage du corps… » précise Elie Top, qui a évolué chez Saint Laurent grâce à Loulou. Elle va prendre progressivement de l'importance dans la maison de couture. Loulou de la Falaise exerce sur le couturier « le même effet que le cannabis » précise Alicia Drake, auteure d'une biographie. Yves Saint Laurent lui confie la responsabilité du département « maille et accessoires », pour lequel elle crée approximativement 2 000 pièces par an, dont les bijoux « haute couture » qui seront signés de son nom et des chapeaux. Elle va ensuite aussi s'occuper de la collection prêt-à-porter « rive gauche ».
En 1977, Loulou se marie, en secondes noces, avec Thadée Klossowski de Rola, fils du peintre Balthus, qu'elle a connue au Sept. Le mariage se déroule sur une barque, elle est en tunique indienne avec un turban. Selon Madison Cox, compagnon de Pierre Bergé, ils forment le couple le plus chic de Paris : « Ce sont des gens qui sont naturellement et incroyablement glamour. » Alicia Drake, écrit : « Ils personnifient la fantaisie parisienne des années 70, la vie artistique, aristocratique, la mode, l’élégance, la beauté, la jeunesse et l’excès. Le tout distillé en un seul couple. » Ce mariage de Loulou et Thadée est célébré au Chalet des îles sur la petite île du lac du bois de Boulogne. La fête, somptueuse, abondamment fleurie, est organisée par Yves Saint Laurent et Pierre Bergé. Les cinq cents invités symbolisent « la vie de Loulou l’Anglaise, la New-Yorkaise, et la vie de Thadée à Rome ainsi que leur vie parisienne à tous deux » : âges, classes sociales, activités de chacun, caractères sont divers, le mélange « improbable ». Une soirée « Magic City » a lieu par la suite au Palace pour célébrer ce mariage. D'ailleurs le couple donne également au Palace, quelques mois après son mariage, un bal intitulé « Anges et Démons ».
Le couple a une fille, Anna, filleule d'Yves Saint Laurent. À la suite de sa naissance, le couple prend du recul avec la vie parisienne.

### Dernières années
Après trente années de collaboration, Yves Saint Laurent prend sa retraite. Loulou de La Falaise décide alors de lancer sa propre marque en février 2003 et ouvre une boutique rue de Bourgogne. Mais elle continue à dessiner des bijoux pour Oscar de la Renta à partir de 2007. Début 2008, elle démarre deux nouvelles collaborations, l’une avec la chaîne de télé-achat américaine Home Shopping Network, pour laquelle elle dessine des bijoux et des accessoires, et l’autre avec Asiatides pour laquelle elle crée sous son nom des collections d’objets de maison.
Le 5 novembre 2011, elle meurt des suites d'un cancer, à l'âge de 64 ans. Ses cendres sont dispersées en Italie. Elle reste une incarnation de « La Parisienne ».

### Décoration
- Officier de l'ordre des Arts et des Lettres (2010)[18]

## Relation avec Yves Saint Laurent

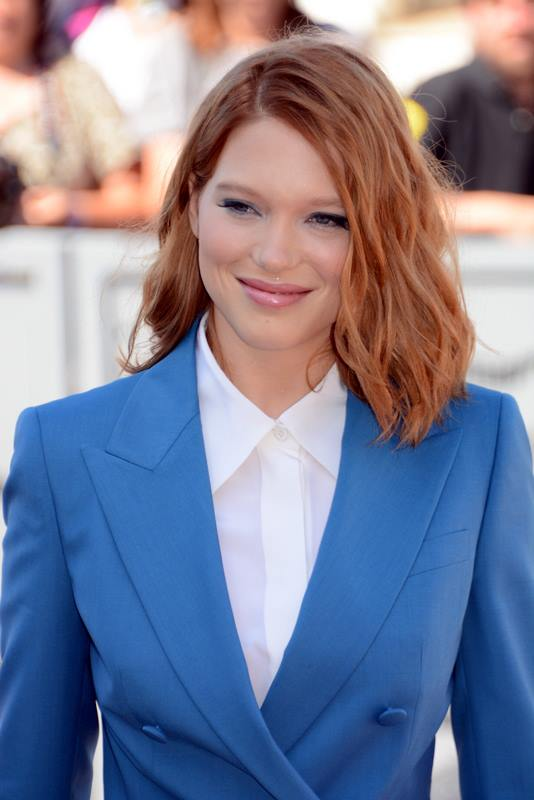
L'actrice Léa Seydoux lui prête ses traits dans le biopic Saint Laurent, de Bertrand Bonello.

Lors d'une interview en avril 2010, Paquita Paquin, grande figure des nuits parisiennes devenue journaliste, a demandé à Loulou de la Falaise ce qu'elle pensait de Saint Laurent.
Extraits :
- « J'aimais son côté pas Gogo du tout, sa facilité à ne pas suivre les modes, sa capacité à simplifier, son refus des effets gratuits. »
- « Son goût pour l'épure, pour l'élimination du travail savant m'épatait... J'aimais le côté moderne d'une blouse qu'on pouvait porter avec une robe à traîne comme avec un short en coton blanc. »
- « J'admirais son perfectionnisme et sa maîtrise du métier qui était hors norme. J'admirais sa façon de laisser toujours une place entre le vêtement et le corps, qui laissait la tenue frémir sur la silhouette au lieu de la mouler. »
- « J'aimais aussi sa fierté, son amour de la compétition et du challenge. Il était très à l'écoute et quand il n'avait pas la réaction qu'il attendait, il se défonçait pour nous épater. »

## À l'écran

### Cinéma
Elle est incarnée par Laura Smet dans le film Yves Saint Laurent réalisé par Jalil Lespert (2014) et par Léa Seydoux dans Saint Laurent de Bertrand Bonello (2014).

### Télévision
Dans la mini-série Becoming Karl Lagerfeld, elle est interprétée par Claire Laffut.

### Sources
- Claire Stevens, « La femme modèle », Obsession, no 21,‎ octobre 2014, p. 28 à 30.
- Anne Berest, « Aristoglam », Vogue Paris, no 950,‎ septembre 2014, p. 426 à 431 (ISSN 0750-3628).

#### Ouvrages
- Du Pays de Caux à la Vendée, Histoire et Généalogie des Le Bailly de La Falaise et de leurs alliances, du XVe siècle à nos jours par Geoffroy Guerry (2011)
- Alicia Drake, Beautiful people, Saint Laurent, Lagerfeld : splendeurs et misères de la mode, Paris, Denoël, 2008
- Ariel de Ravenel et Natasha Fraser-Cavassoni (préf. Pierre Bergé), Loulou de La Falaise, Édition Rizzoli, octobre 2014

#### Articles
- Stéphanie Chayet, « La muse est passée de mode », sur Le Monde, 26 septembre 2014 (consulté le 26 février 2015)
- « Loulou de La Falaise, la muse éternelle », article du magazine Vogue du 22 octobre 2014
- Rencontre avec Loulou de La Falaise, sur le site du Musée Yves Saint Laurent de Paris